# Culver (Indiana)
Culver è un comune degli Stati Uniti d'America, situato nello Stato dell'Indiana, nella contea di Marshall.